# Minne Koole
Minne Koole (Amsterdam, 8 november 1993) is een Nederlands acteur. Hij speelde in diverse films en series, waaronder Neem me mee, Ik zal zien en Oogappels.

## Levensloop
Koole groeide op in de Amsterdamse Jordaan. Minne is de zoon van filmmaker Boudewijn Koole en fotograaf Wineke Onstwedder, die scheidden toen hij al volwassen was. Zijn middelbare school doorliep hij aan Het 4e Gymnasium (2005-2011). In 2017 studeerde hij af aan de Amsterdamse Toneel en Kleinkunst Academie. In 2018 speelde hij een van de hoofdrollen in Niemand in de stad, wat hem een Gouden Kalf-nominatie opleverde. In datzelfde jaar was hij te zien in het Sinterklaasjournaal en de intocht als Piet Snot. In het theater acteerde hij onder meer in voorstellingen van Toneelgroep Amsterdam. Sinds 2022 is Koole vast lid van het Ensemble van Internationaal Theater Amsterdam (ITA).
In het winterseizoen 2020/2021 nam hij deel aan De Slimste Mens. In het najaar van 2023 speelde Koole, samen met ervaren acteurs als Jeroen Krabbé, Renée Soutendijk en Olga Zuiderhoek, een van de hoofdrollen in de bioscoopfilm Neem me mee.
In 2024 staan Julie (met tegenspeelsters Eefje Paddenburg en Hannah Hoekstra), Oer en andere tijden en De ring op het programma.
Voorbeelden voor hem zijn acteurs Philip Seymour Hoffman en Hans Kesting.

## Filmografie

### Film
- 2014: Echt waar, als Johan
- 2016: Tonio, als jongen op de fiets
- 2017: Meer, als Frits
- 2018: Niemand in de stad, als Philip
- 2019: House of Salt, als 'Dripping man'
- 2020: Zeepaard, als vriend van Danielle
- 2020: Wraak!, als Quinten Schaaf
- 2021: Grootse dingen, als Louis
- 2022: De laatste golven van Eugène, als Terrance
- 2022: Entertain Me, als Jessie
- 2023: Crypto Boy, als Roy
- 2023: Neem me mee, als Thijs
- 2024: Goudappels, als Laszlo
- 2025: Ik zal zien, als Micha

### Televisie
- 2018: Sinterklaasjournaal, als Piet Snot
- 2018: Intocht van Sinterklaas, als Piet Snot
- 2019: Judas, als jonge Willem Holleeder
- 2019: DNA, als Sergeij Dvorak
- 2019: Welkom in de jaren 20 en 30, als verschillende personages
- 2020: Ares, als Henry Zwanenburg
- 2021: De strijd om het Binnenhof, als Jan Francken
- 2021: Doodstil, als Benja Manupassa
- 2021: Thuisfront, als Olivier Hessels
- 2022: Dirty Lines, als Frank Stigter
- 2022: Modern Love Amsterdam, als Jack
- 2023-heden: Oogappels, als Laszlo
- 2024: De ring, als Max